# Massimo Binazzi
Massimo Binazzi (Assisi, 1922 – Perugia, 1983) è stato un commediografo e regista teatrale italiano.
Cominciò ad occuparsi di teatro a Perugia subito dopo la guerra. La sua messa in scena di autori contemporanei "arrabbiati" culminò nel 1962 con la regia de Il calapranzi di Harold Pinter. Altre sue opere: Il giorno delle ceneri (1954) e Il male sacro (1963). Cinque suoi monologhi, Le notti del dopoguerra, furono rappresentati nel 1960 da D. Torrieri.
".